# Wolffiella gladiata
Wolffiella gladiata är en kallaväxtart som först beskrevs av Christoph Friedrich Hegelmaier, och fick sitt nu gällande namn av Christoph Friedrich Hegelmaier. Wolffiella gladiata ingår i släktet Wolffiella och familjen kallaväxter. Inga underarter finns listade.